# 666 Park Avenue
666 Park Avenue est une série télévisée américaine en treize épisodes de 43 minutes créée par David Wilcox, d'après un roman de Gabriella Pierce, dont seulement neuf épisodes ont été diffusés en simultané entre le 30 septembre et le 2 décembre 2012 sur le réseau ABC aux États-Unis et sur Citytv au Canada. Les épisodes restants sont diffusés à partir du 22 juin 2013 uniquement sur ABC.
En France, la série a été diffusée du 4 novembre au 9 décembre 2013 sur Série Club puis rediffusée en 2014 sur HD1 et au Québec, du 30 janvier au 24 avril 2014 sur Ztélé. Néanmoins, elle reste inédite dans les autres pays francophones.

## Synopsis
Jane van Veen et Henry Martin, un jeune couple tout juste débarqué du Midwest, emménagent dans une résidence new-yorkaise très chic de l'Upper East Side, et en deviennent les gérants. Ce qu'ils ignorent, c'est que tous les habitants ont signé un pacte avec le Diable afin que leurs plus profonds désirs soient assouvis et que leurs plus grandes ambitions se réalisent. Peu à peu, ils découvrent que des forces obscures se jouent dans cet édifice.

## Distribution

### Acteurs principaux
- Rachael Taylor (VF : Hélène Bizot) : Jane Van Veen
- Dave Annable (VF : Pascal Nowak) : Henry Martin
- Robert Buckley (VF : Axel Kiener) : Brian Leonard
- Mercedes Masohn (VF : Marie Diot) : Louise Leonard
- Helena Mattsson (VF : Marie Tirmont) : Alexis Blume
- Erik Palladino (VF : Pierre-François Pistorio) : Tony DeMeo
- Samantha Logan (VF : Charlotte Campana) : Nona Clark
- Vanessa Lynn Williams (VF : Isabelle Leprince) : Olivia Doran
- Terry O'Quinn (VF : Michel Le Royer) : Gavin Doran

### Acteurs récurrents
- Ursula Parker (en) (VF : Coralie Thulier) : La petite fille (épisodes 3 à 5 et 9)
- Misha Kuznetsov (VF : Jean-Philippe Desrousseaux) : Kandinsky (épisodes 3 à 13, sauf 5, 10 et 11)
- Aubrey Dollar (VF : Magali Barney) : Annie Morgan (épisodes 3 et 4)
- Wendy Moniz (VF : Armelle Gallaud) : Ingrid Weismann (épisodes 3 et 4)
- Susan Heyward (VF : Léa Gabriele) : Janet (épisodes 3 et 4)
- Peter Lewis (VF : Charles Borg) : Walt (épisodes 3 et 7)
- Elain R. Graham (VF : Coco Noël) : Lottie Clark (épisodes 4 et 7)
- Jim True-Frost (VF : Fabien Jacquelin) : Peter Kramer (épisodes 4, 5 et 9)
- Doug Wert (it) : Charlie Wallace (épisodes 5 et 6)
- Filip Cervinka : Blake (épisodes 5 et 6)
- Heidi Armbruster (VF : Jessica Barrier) : Connie Kramer (épisodes 5 et 9)
- Enrique Murciano (VF : Olivier Jankovic) : Dr Scott Evans (épisodes 5 à 7)
- William Youmans (en) (VF : Gilles Morvan) : Bill Atherton (épisodes 5 et 9)
- Nick Chinlund (VF : Patrick Béthune) : Victor Shaw (épisodes 6 à 9)
- Teddy Sears (VF : Sylvain Agaësse) : Detective Hayden Cooper (épisodes 6 à 10 et 12)
- Tessa Thompson (VF : Olivia Luccioni) : Laurel Harris (épisodes 5, 6 et 9 à 11)
- Remy Auberjonois (en) (VF : Éric Aubrahn) : Père Douglas (épisodes 8 et 11)
- Christine Evangelista : Libby Griffith (épisodes 9 et 10)
- Richard Short (en) (VF : Anatole de Bodinat) : Harlan Moore (épisodes 10 à 13)
- Richard Joseph Paul (nl) : Paul Frank Sullivan (épisodes 10 et 13)
- Elizabeth Morton (VF : Frédérique Marlot) : Eunice Moore (épisodes 10 et 12)
- Andi Matichak : Shannon (épisodes 11 et 12)
- William Sadler (VF : Hervé Jolly) : Nate McKenny (épisodes 12 et 13)

### Invités
- Orlando McDonald : Le portier (épisode 1)
- Jennifer Kim : La vendeuse (épisode 1)
- James Waterston (VF : Frédéric Popovic) : John Barlow (épisode 1)
- Lucy Walters (VF : Agnès Manoury) : Mary Barlow (épisode 1)
- Victor Slezak : Daniel Stone (épisode 1)
- Katelynn Bailey : La fille riche (épisode 1)
- Steven Skybell : Malcolm Hartwell (épisode 1)
- Bryan Winston : Yuri (épisode 1)
- Mike Doyle (VF : Olivier Cordina) : Frank Alpern (épisode 2)
- Michael Lewis (VF : Jean-François Vlérick) : Raymond (épisode 2)
- Karl Jacob : Edward Paxton (épisode 2)
- Mili Avital (VF : Anne Rondeleux) : Danielle Tyler (épisode 2)
- Malachy Cleary (VF : Jean-François Roubaud) : Ned Shifley (épisode 3)
- Clark Johnson (VF : Gilles Morvan) : Bill Edwards (épisode 3)
- Jim R. Coleman : Le conducteur de la limousine (épisode 3)
- José Zuniga (VF : Pierre Laurent) : Commissioner Pike (épisode 4)
- Jenna Stern : Regina Wilson (épisode 4)
- Anastasia Barzee : Diane (épisode 5)
- Christine Toy : Johnson Julie (épisode 5)
- Jacqueline Hendy : Skyler Jones (épisode 5)
- Neimah Djourabchi (VF : Tony Marot) : Satan (épisode 5)
- Tommy Bayiokos : Elvis (épisode 5)
- Gabe Hernandez : Detective (épisode 5)
- Tijuana Ricks (VF : Odile Schmitt) : Le lieutenant Jarvis (épisode 6)
- Joseph Parks : Ivan Trent (épisode 6)
- Peter Friedman (VF : Jean-Claude Sachot) : Samuel Steinberg (épisode 6)
- Donald Corren : Hans (épisode 7)
- Cotter Smith (VF : Pierre Dourlens) : Le Maire (épisode 7)
- Tia Dionne Hodge (VF : Céline Ronté) : Mélanie Clark (épisode 7)
- Mandy Gonzalez : Infirmière Garcia (épisode 8)
- Lia Yang : Dr Janice Wong (épisode 8)
- Kerry O'Malley (VF : Lydia Cherton) : Infirmière Potter (épisode 8)
- Michael Cullen (VF : Jacques Brunet) : Joseph Lukin (épisode 8)
- Rocco Sisto : Dr Claude Anton (épisode 8)
- Raul Esparza (VF : Sébastien Desjours) : Phillip Perez (épisode 9)
- Philip Hoffman (VF : Jacques Feyel) : Roger Easton (épisode 9)
- Whoopi Goldberg (VF : Maïk Darah) : Maris Elder (épisode 9)
- Thomas Kopache (VF : Michel Ruhl) : Harlan Moore vieux (épisode 10)
- Brian O'Neill : Monseigneur Williams (épisode 11)
- Christopher Saunders : Jones (épisode 12)
- Leajato Amara : Robinson Smith (épisode 12)
- Sharon Juchniewicz : Sharon (épisode 13)
- Jack Mulcahy : Barman (épisode 13)
- Mimi Michaels : Catherine McKenny (épisode 13)

### Doublage
- Version française
  - Société de doublage : Dubbing Brothers[7]
  - Direction artistique : José Luccioni[7]

Source VF : Doublage Séries Database

## Développement

### Conception
En septembre 2011, le projet a débuté et le 20 janvier 2012, le réseau a commandé un pilote. C'est Alex Graves qui réalisera ce pilote.
Le 11 mai 2012, ABC a commandé la série pour la saison 2012-2013 et a annoncé quatre jours plus tard lors des Upfronts sa case horaire du dimanche à 22 heures à l'automne.
Le 19 octobre, devant les audiences décevantes, ABC a commandé deux scripts supplémentaires.
Le 16 novembre, à la suite des mauvaises audiences (un taux moyen sur les 18-49 ans inférieur à 2 %), ABC a décidé d'annuler la série, qui ne comportera que treize épisodes.
Le 21 décembre, ABC a décidé de retirer de l'horaire les quatre derniers épisodes prévus pour janvier 2013, mais planifie de diffuser ces épisodes au cours de l'été 2013.
En Australie, la chaîne FOX8 a annoncé la diffusion des quatre derniers épisodes de la série à compter du 21 janvier 2013.

### Casting
Les rôles principaux ont été attribués dans cet ordre : Terry O'Quinn, Dave Annable, Rachael Taylor, Mercedes Masohn et Robert Buckley, Vanessa Lynn Williams, Helena Mattsson, Erik Palladino et Samantha Logan.
Les rôles récurrents ont été attribués dans cet ordre : Aubrey Dollar, Mili Avital, Mike Doyle, Enrique Murciano, Wendy Moniz, Tessa Thompson et Nick Chinlund.

### Tournage
La série est tournée à New York aux États-Unis.

## Fiche technique

### Équipe technique
- Titre original : 666 Park Avenue
- Création : David Wilcox (en)
- D'après l'œuvre de : Gabriella Pierce
- Réalisation : Robert Duncan McNeill, Alex Graves, Alex Zakrzewski, Allison Liddi, Christopher Misiano, Dean White, J. Miller Tobin, John Behring, John Terlesky, Omar Madha, Stephen Cragg
- Scénario : David Wilcox, Christopher Hollier, Elizabeth Craft, Leigh Dana Jackson, Ellen Fairey, Josh Pate, Matt Miller, Sonny Postiglione, Vincent Angell, Sarah Fain, Adria Lang, Matthew Tabak, Mimi Won Techentin
- Direction artistique :
- Décors : Melanie J. Baker
- Costumes : Abigail Murray
- Photographie : Anette Haellmigk
- Montage :
- Musique : Trevor Morris
- Casting : Patrick Rush
- Production : Alloy Entertainment
- Production exécutive : David Wilcox, Gina Girolamo et Leslie Morenstein
- Production délégué : David Wilcox, Gina Girolamo, Leslie Morgenstein, Matthew Miller, Alex Graves
- Société de production : Alloy Entertainment et Warner Brothers Television
- Sociétés de distribution (télévision) : American Broadcasting Company (États-Unis)

### Fiche technique
- Pays d'origine :  États-Unis
- Langue originale : anglais
- Format : couleur - 1,78:1 - son Dolby Digital
- Genre : série dramatique, fantastique, horreur, thriller
- Durée : 44 minutes

 Sauf indication contraire, les informations mentionnées dans cette section peuvent être confirmées par la base de données cinématographiques IMDb,  présente dans la section « Liens externes ».

## Épisodes
La série est composée de treize épisodes.
1. La Vie de palace (Pilot)
2. Les Habitants du mur (Murmurations)
3. À la hauteur de ses ambitions (The Dead Don't Stay Dead)
4. Tir croisés (Hero Complex)
5. Des frissons dans le noir (A Crowd of Demons)
6. À en perdre la tête (Diabolic)
7. L'Œil du dragon (Downward Spiral)
8. Le Symbole (What Ever Happened to Baby Jane?)
9. Révélations (Hypnos)
10. Derrière le miroir (The Comfort of Death)
11. À couteaux tirés (Sins of the Father)
12. La Conspiration (The Elysian Fields)
13. Un Compromis acceptable (Lazarus)

## Univers de la série

### Les lieux
L'action se déroule à New York, dans un immeuble résidentiel « Le Drake » situé sur Park Avenue dans l'Upper East Side. En réalité l'immeuble se trouve dans l'Upper West Side au 2109 Broadway. L'immeuble accueille l’hôtel « The Ansonia ».

## Accueil

### Audiences

#### Aux États-Unis
Le record d'audience de la série est détenu par l'épisode pilote, qui avait rassemblé 6,9 millions de téléspectateurs.
L'épisode 13 (Lazarus) a enregistré la plus mauvaise audience de la série avec 1,56 million de téléspectateurs.